# Edificio Gamma Tower
Das Edificio Gamma Tower ist ein Bauwerk in der uruguayischen Landeshauptstadt Montevideo.
Das in den Jahren 1998 bis 2000 errichtete Gebäude befindet sich an der Grenze des Barrio Parque Rodó zu Punta Carretas am Bulevar Artigas 417 zwischen den Straßen Avenida Julio M. Sosa und Benito Nardone. Für den Bau zeichneten die beiden Architekten Carlos Arcos und Ivan Arcos verantwortlich. Das Hochhaus ist als Bürogebäude konzipiert. Durch seine Glasfassade hebt es sich in seiner Gestaltung von den umgebenden Gebäuden ab. Seitens der Stadtverwaltung wird es als erwähnenswertes Gebäude eingestuft.